# Do Dong-hyun
Do Dong-hyun (kor. 도동현; * 19. November 1993 in Seoul) ist ein südkoreanischer Fußballspieler.

## Karriere
Do, der auf internationaler Ebene Südkoreas U-20 repräsentierte, spielte für die Boin High School in der nationalen koreanischen Jugendfußballliga und anschließend für die Kyung-Hee-Universität. Anfang 2012 absolvierte Do Probetrainings in Australien bei den Newcastle United Jets und wenig später beim amtierenden Meister Brisbane Roar und unterzeichnete im Juli schließlich einen Dreijahresvertrag bei Brisbane. Mit der Verpflichtung des in der Regel auf der linken Außenbahn aktiven Dos sollte laut Trainer Rado Vidošić sichergestellt werden, dass Thomas Broich im zentralen Mittelfeld agieren kann. Auch bedingt durch Verletzungen blieb Do, ebenso wie die beiden anderen während der Saison verpflichteten Ausländer Yūji Takahashi und Stef Nijland, hinter den Erwartungen zurück. Unter Radosic kam er in der ersten Saisonhälfte als Einwechselspieler noch zu drei Kurzeinsätzen, nach der Übernahme des Trainerpostens durch Mike Mulvey wurde Do nur noch in der National Youth League eingesetzt. Am Ende seiner ersten Saison bei Brisbane einigte er sich mit dem Klub auf die vorzeitige Auflösung seines Vertrags und fand mit dem japanischen Zweitligisten FC Gifu einen neuen Arbeitgeber. 2014 spielte Do beim Indian-Super-League-Verein NorthEast United FC. Danach folgten der East Bengal Club, UiTM FC, Kelantan FA und 2018 Terengganu FA, mit dem er das malaysische Pokalfinale erreichte. Seit 2019 spielt er nun in Südkorea für Gyeongnam FC.

## Erfolge
Terengganu FA
- Malaysia Cup

Finale: 2018